# Phaonia aizuensis
Phaonia aizuensis är en tvåvingeart som beskrevs av Shinonaga 2003. Phaonia aizuensis ingår i släktet Phaonia och familjen husflugor. Inga underarter finns listade i Catalogue of Life.